# Thysanophrys papillaris
Thysanophrys papillaris is een straalvinnige vissensoort uit de familie van platkopvissen (Platycephalidae). De wetenschappelijke naam van de soort is voor het eerst geldig gepubliceerd in 1999 door Imamura & Knapp.